# Gauré
Gauré är en kommun i departementet Haute-Garonne i regionen Occitanien i södra Frankrike. Kommunen ligger i kantonen Verfeil som tillhör arrondissementet Toulouse. År 2022 hade Gauré 467 invånare.

## Befolkningsutveckling
Antalet invånare i kommunen Gauré
Referens:INSEE